# SM UB-35
SM UB-35 – niemiecki jednokadłubowy okręt podwodny typu UB II w stoczni Blohm & Voss w Hamburgu w latach 1915-1916. Zwodowany 28 grudnia 1915 roku, wszedł do służby w Kaiserliche Marine 17 kwietnia 1916 roku. W czasie swojej służby, SM UB-35 odbył 26 patroli, podczas których zatopił 42 jednostki nieprzyjaciela.

## Budowa
SM UB-35 należał do typu UBII, który był następcą typu UB I. Był średnim jednokadłubowym okrętem przeznaczonymi do działań przybrzeżnych, o prostej konstrukcji, długości 36,90 metrów, wyporności w zanurzeniu 274 BRT, zasięgu 7030 Mm przy prędkości 5 węzłów na powierzchni oraz 45 Mm przy prędkości 4 węzły w zanurzeniu. W typie UBII poprawiono i zmodernizowano wiele rozwiązań, uważanych za wadliwe w typie UBI. Zwiększono moc silników, zaś pojedynczy wał napędowy zastąpiono dwoma. Okręty serii od UB-30 do UB-41, budowane w stoczni Blohm & Voss w Hamburgu, miały zwiększoną szerokość i długość, ich wyporność w zanurzeniu wzrosła do 303 BRT.

## Służba
Pierwszym dowódcą okrętu został 22 czerwca 1916 roku mianowany Oberleutnant zur See Rudolf Gebeschus. Gebeschus, z sześciotygodniową przerwą, dowodził okrętem do 19 kwietnia 1915 roku. 18 sierpnia jednostka został przydzielona do I Flotylli, operował na obszarze centralnym Morza Północnego. W okresie od 27 września do 5 listopada 1917 roku okrętem dowodził Otto von Schrader. Pod jego dowództwem UB-35 zatopił pierwszy statek. 17 października w czasie patrolu po Morzu Północnym zatopił norweski parowiec „Sten” o pojemności 1046 BRT. Statek płynął z ładunkiem drobnicowym z Skien do Londynu. W czasie tego patrolu UB-35 pod dowództwem von Schradera zatopił 8 statków. Największym był duński parowiec „Guldborg” o pojemności 1569 BRT.
1 lutego 1917 roku okręt został przeniesiony do II Flotylli, operował na obszarze Morza Północnego u wschodnich wybrzeży Wielkiej Brytanii. 5 lutego już pod dowództwem Rudolfa Gebeschusa Ub-35 zaatakował i zatopił 5 mil na północny wschód od Hartlepool, brytyjski parowiec „Vestra” o pojemności 1021 BRT. Statek płynął z Tyne do Rouen z ładunkiem węgla. W wyniku ataku śmierć poniosło 2 członków załogi. Pod dowództwem Rudolfa Gebeschusa UB-35 zatopił 9 statków, największym z nich był zbudowany w 1908 roku, norweski parowiec „Camilla” o pojemności 2273 BRT, który płynął z ładunkiem zboża z Baltimore do Rotterdamu. Statek został zatopiony 150 mil na zachód od Rogaland w Norwegii. Śmierć poniosło 8 członków załogi.
20 kwietnia okręt został przeniesiony do Flotylli Bałtyckiej i przekazany pod dowództwo Oberleutnant zur See Karl Stöter. Pod jego dowództwem UB-35 zatopił 25 statków o łącznej pojemności 36 165 BRT, dwa (642 BRT) oraz cztery zajęły jako pryz (5753 BRT). 1 czerwca 1917 roku Ub-35 zaatakował i zajął na granicy Skagerrak i Kattegat trzy statki: czteromasztowy duński żaglowiec „Viking” o pojemności 2952 BRT, norweski bark „Paposo” o pojemności 1067 BRT oraz duński szkuner „Rigmor” o pojemności 161 BRT.
19 lipca 1917 roku UB-35 został przeniesiony do Flotylli Flandria. 20 stycznia 1918 roku 8 mil na zachód od latarni morskiej St. Catherine na St Catherine’s Point, najdalej wysuniętem na południe przylądku wyspy Wight, zatopił statek „Mechanician” o pojemności 9044 BRT. Zbudowany w 1900 roku w Workman, Clark & Co., Ltd., Belfaście statek, po wybuchu wojny został zajęty przez Royal Navy i przerobiony na statek eskortujący konwoje. W czasie ataku zginęło 13 członków załogi.
Ostatnim zatopionym przez UB-35 statkiem był brytyjski parowiec „Serrana” o pojemności 3677 BRT. Zbudowany w 1905 roku statek płynął z Londynu do Barbados z ładunkiem drobnicowym. Został zatopiony około 10 mil na od St Catherine’s Point.
26 stycznia 1918 roku, w czasie próby przejścia przez tzw. The Dover Barrage w Cieśninie Kaletańskiej, UB-35 został zauważony przez brytyjski niszczyciel HMS Leven, który zaatakował UB-35 zrzucając na niego bomby głębinowe. W wyniku ataku przeżył tylko jeden członek załogi, który zmarł w czasie podróży niszczyciela do portu w Dover. Symboliczny grób poległych znajduje się na cmentarzu wojennym w Heikendorf.
W czasie swojej służby UB-35 odbył 21 patroli, zatopił 42 statki nieprzyjaciela o łącznej pojemności 47 739 BRT, uszkodził dwa (642 BRT)) oraz zajął cztery (5753 BRT)).